# Yerney Pinillo
Rafael Yerney Pinillo Ocoró est un avocat colombien. Il est le conjoint de la Vice-présidente de la république de Colombie, Francia Márquez,,,,.

## Biographie
Pinillo est né à Buenaventura en 1983. En mars 2020, il entame une relation avec Francia Márquez, alors leader écologiste du Cauca. En 2022, il soutient sa compagne en tant que candidate à la présidentielle pour le Pacte historique et plus tard comme candidate à la vice-présidence en juin 2022.
En mai 2023, il accompagne sa compagne dans une tournée en Afrique,,,.